# Gish gallop
Gish gallop, ibland på svenska Gish-galopp, är en diskussionsstil och debatteknik där man försöker få övertag mot sina motståndare genom att presentera så många argument som möjligt, utan hänsyn till argumentens bärighet.
Uttrycket myntades av biologiska antropologen Eugenie Scott och är uppkallat efter biologen och kreationisten Duane Gish, som ansågs använda tekniken i diskussioner om evolutionen.

## Tekniken och dess motdrag
En Gish gallop innebär att debattören snabbt lägger fram en lång följd av tvivelaktiga argument, halvsanningar och feltolkningar. För motståndaren blir det omöjligt att avfärda alla inom den tidsram som ges under en formell debatt. Varje argument tar mycket längre tid att avfärda eller kontrollera än att lägga fram. På så vis förspills motståndarens tid, och tvivel kan sås kring hans eller hennes förmåga att föra en debatt, särskilt om åhörarna är obekanta med tekniken, om påståenden som läggs fram inte kontrolleras av någon oberoende part eller om åhörarna har begränsade kunskaper inom det ämne som diskuteras.
I allmänhet är det svårare att använda sig av Gish gallop i en strukturerad diskussion eller debatt än i en ostrukturerad. Om en part känner till att motståndaren brukar använda sig av tekniken kan ett motdrag vara att snabbt ta upp och avfärda de vanligaste argumenten först, innan den andra parten kan sätta av i Gish gallop. Om man väl börjar bemöta floden av argument är spelet förlorat – diskussionen handlar då om något annat än sakfrågan. En strategi som föreslagits är därför att snarare uppmärksamma debattstilen i sig.